# Камберланд Сити (Тенеси)
Камберланд Сити (енгл. Cumberland City) град је у америчкој савезној држави Тенеси.

## Демографија
По попису из 2010. године број становника је 311, што је 5 (-1,6%) становника мање него 2000. године.
| Група             | 2000.       | 2010.       |
| Белци             | 274 (86,7%) | 270 (86,8%) |
| Афроамериканци    | 25 (7,9%)   | 32 (10,3%)  |
| Азијати           | 2 (0,6%)    | 3 (1,0%)    |
| Хиспаноамериканци | 7 (2,2%)    | 1 (0,3%)    |
| Укупно            | 316         | 311         |